# Île de France (Schiff)
Die Île de France war ein französisches Passagierschiff, dessen Innenausstattung erstmals komplett im Stil des Art déco gehalten war. Es wurde als weltgrößter Passagierschiffsneubau nach dem Ende des Ersten Weltkrieges im Auftrag der Reederei Compagnie Générale Transatlantique (CGT) auf der Werft Chantiers de Penhoët in Saint-Nazaire, Frankreich, gebaut und 1927 in Dienst gestellt. Sie wird von vielen als das bis zum Bau der Normandie schönste Schiff der CGT angesehen.

## Bau und Stapellauf
Der Bau der Île de France war Bestandteil eines Vertrages zwischen der Compagnie Générale Transatlantique und der französischen Regierung vom November 1912 über den Bau von vier Passagier-Postschiffen. Das erste war die schon 1916 vom Stapel gelaufene und durch Verzögerungen im Ersten Weltkrieg erst 1921 in Dienst gestellte Paris und das zweite die Île de France. Der Stapellauf der Île de France war am 14. März 1926 und die Probefahrt startete am 29. Mai 1927.

## Einrichtung

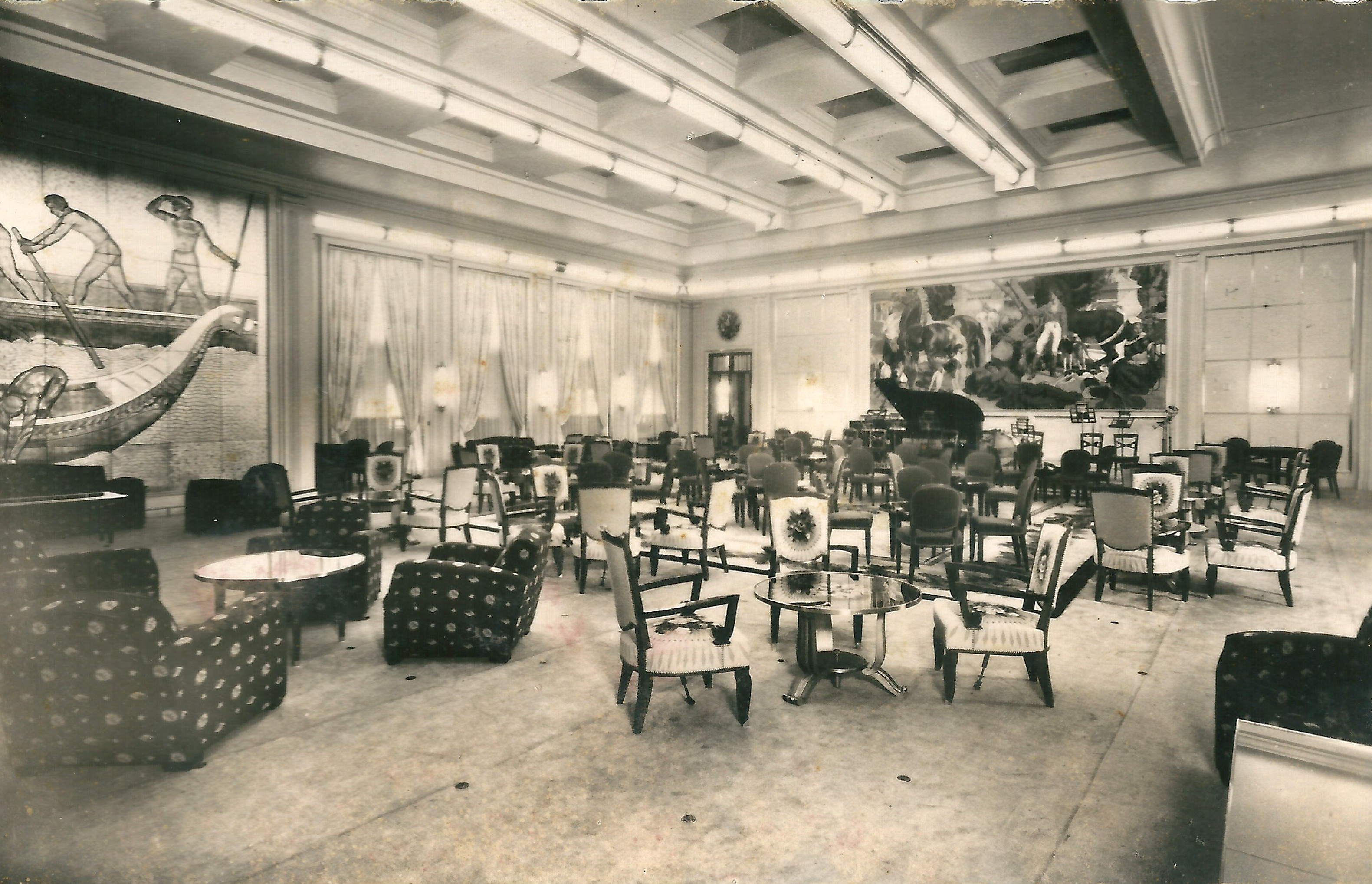
Salon 1. Klasse

1926 gab die Reederei eine aufwändig mit Gold gestaltete und reich illustrierte Broschüre über die luxuriöse Gestaltung des neuen Flaggschiffs der Gesellschaft heraus. Nie vorher folgte die Einrichtung eines Schiffes so sehr einem eigenen Stil in der Raumgestaltung wie die der Île de France. In der Vergangenheit orientierte sich die Innenraumgestaltung der Passagierschiffe an älteren Stilrichtungen, wie sie in einem Herrenhaus oder einem Schloss auf dem Lande zu finden waren. Ohne noch irgendetwas Vergangenes zu zitieren, zeigte das Innere der Île de France etwas vollkommen Neues. Auf ihr waren zum ersten Mal alle Gesellschaftsräume eines Schiffs durchgängig in der damals aktuellen Stilrichtung des Art déco gestaltet worden. Die Einrichtung orientierte sich an der stilbildenden Ausstellung Exposition internationale des Arts Décoratifs et industriels modernes, die 1925 weltweit für Aufsehen gesorgt hatte. Die konsequente Umsetzung dieses Themas in solch großem Maßstab machte die Île-de-France für das reisende Publikum zu etwas ganz Besonderem. Der exquisite Speisesaal wurde über eine prächtige Treppe betreten, reichte über drei Decks und war der größte seiner Zeit. Darüber hinaus gab es auch eine Kapelle im neogotischen Stil, eine großzügige Eingangshalle über vier Decks, einen Schießstand, einen gut ausgestatteten Sportbereich und sogar ein Karussell für die jüngeren Passagiere. Alle Kabinen hatten Betten statt Kojen, und auch die meisten der Stühle an Bord der Île de France waren im neuartigen Design gestaltet. Das Design dieses außergewöhnlichen und zukunftsweisenden französischen Passagierschiffs beeinflusste die Gestaltung der Schiffe aller anderen großen Reedereien jener Zeit.

## Jungfernfahrt und Vorkriegszeit
Nach den Probefahrten machte die Île de France am 5. Juni 1927 in ihren Heimathafen Le Havre fest. In der folgenden Woche erhielt das neue Schiff einhelligen Beifall und großes Lob von Tausenden Besuchern und Reportern, die zum Anleger strömten, um es zu sehen. Die Neuartigkeit des Art déco an Bord eines Schiffs war eine kleine Sensation, und die Reaktion der Presse darauf zeigte sich in ebenso positiven Berichten.
Am 22. Juni 1927 legte die Île de France von Le Havre zu ihrer Jungfernfahrt nach New York ab. Auch bei ihrer Ankunft dort erlangte sie große Aufmerksamkeit bei den amerikanischen Medienvertretern und Tausende von Leuten füllten die Docks, um einen Blick auf das neue Schiff zu werfen. Bei den Passagieren wurde die Île de France schnell zu einem Erfolg. Das internationale „Who is Who“ von Politik, Aristokratie, Wirtschaft, Theater, Kino, Kunst und Sport reiste mit dem Schiff.

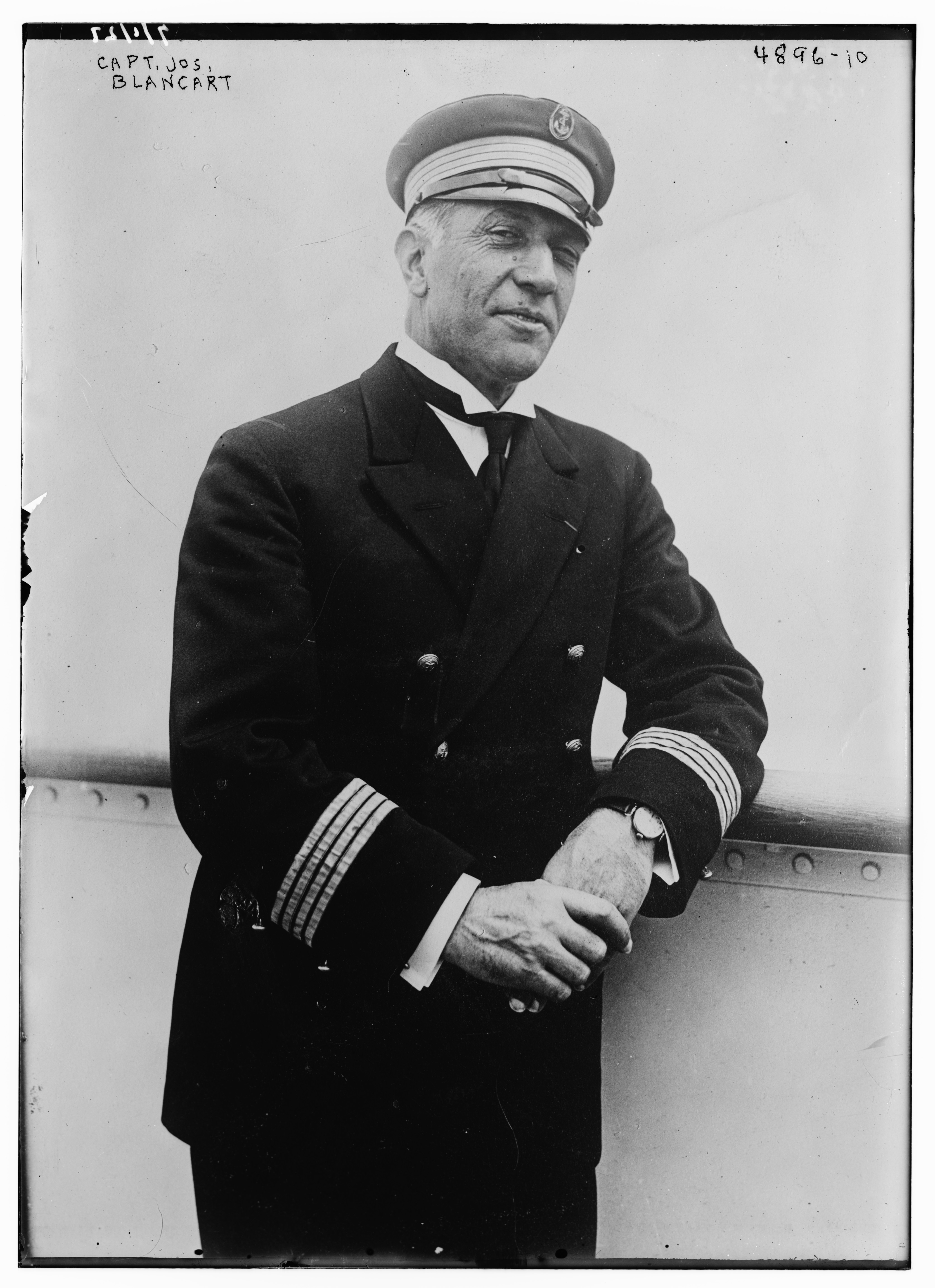
Captain Joseph Blancart

Kapitän Joseph Blancart und sein Zahlmeister, Henri Villar, erlangten große Bekanntheit. Die French Line beendete das Jahr 1928 mit einem Rekordertrag. Zum ersten Mal überschritten die Einnahmen der Reederei eine Milliarde Franc, wozu allein der New York-Dienst, der mehr als 90.000 Passagiere befördert hatte, die Hälfte beitrug. Ihre Beliebtheit war so groß, dass vor 1935 mehr Passagiere der ersten Klasse mit ihr fuhren als auf jedem anderen Schiff im Transatlantik-Dienst. Insbesondere wohlhabende Amerikaner und die „Reichen und Schönen“ jener Zeit bevorzugten die Île de France, obwohl sie nicht schneller oder größer war als beispielsweise der 13 Jahre ältere Cunard-Dampfer Aquitania.
Im Juli 1928 wurde ein Wasserflugzeug-Katapult auf dem Schiff installiert, das zu Probezwecken mit zwei Chantiers Aéro-Maritimes de la Seine CAMS 37 Flugbooten ausgerüstet wurde, die dem Schiff mit der Post vorausflogen, wenn es etwa 200 Seemeilen vom Land entfernt war. Der Postlauf wurde so um einen Tag verkürzt; damit war der Postdienst der Île de France der schnellste zwischen Europa und den Vereinigten Staaten. Diese Praxis erwies sich allerdings als zu kostspielig; im Oktober 1930 wurde das Katapult wieder entfernt.
1935 wurde, als neuer Superlativ der CGT, die Normandie in Dienst gestellt. Sie fuhr bei ihrer Jungfernfahrt mit einer Durchschnittsgeschwindigkeit von 29,98 Knoten von Le Havre nach New York und übernahm das Blaue Band von der Bremen.
Die Reederei konnte nun damit werben, die größten, schnellsten und luxuriösesten Schiffe auf dem Nordatlantik zu haben.
Am 18. April 1939 brach auf der in Le Havre liegenden Paris ein Feuer in der Bordbäckerei aus. Es breitete sich schnell auf das ganze Schiff aus; das Schiff war ein Totalverlust.
Am 1. September 1939 begann der Zweite Weltkrieg; der zivile transatlantische Verkehr wurde eingestellt. Damit endete eine glanzvolle Zeit der Reederei CGT.

## Zweiter Weltkrieg

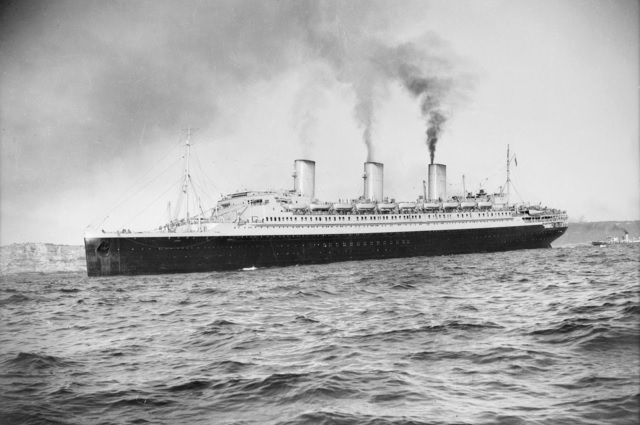
Die Île de France als britischer Truppentransporter 1941

Bei Ausbruch des Krieges blieb die Île de France zunächst an ihrem New Yorker Kai. Da die Franzosen nicht daran interessiert waren, das Schiff in ihr Heimatland zurückzuholen, wurde sie durch zehn Schlepper nach Staten Island gebracht, wobei 30.000 US$ Kosten für das Ausbaggern ihres Liegeplatzes entstanden. Die Mannschaft wurde während der fünfmonatigen Aufliegezeit von 800 auf 100 Mann Sicherheitspersonal reduziert. Dann, im März 1940, unter dem Befehl der britischen Admiralität, an die sie ausgeliehen worden war, wurde das Schiff mit 12.000 Tonnen Kriegsmaterialien, Unterseebootöl, Panzern, und mehreren unzerlegten und auf den achteren Decks verstauten Bombern beladen. Am 1. Mai 1940 legte die Île de France im schwarzgrauen Kriegsanstrich in Richtung Europa ab. Anschließend fuhr sie nach Singapur, wo sie nach dem Fall Frankreichs offiziell von den Briten beschlagnahmt wurde.
1941 kehrte sie nach New York zurück und machte später als Truppentransporter einige Atlantiküberquerungen.
Am 14. Februar 1944 startete sie sie in Halifax (Nova Scotia) nach Greenock (Schottland), um unter anderem das 814th Tank Destroyer Battalion nach Europa zu befördern.

## Nachkriegszeit und Außerdienststellung

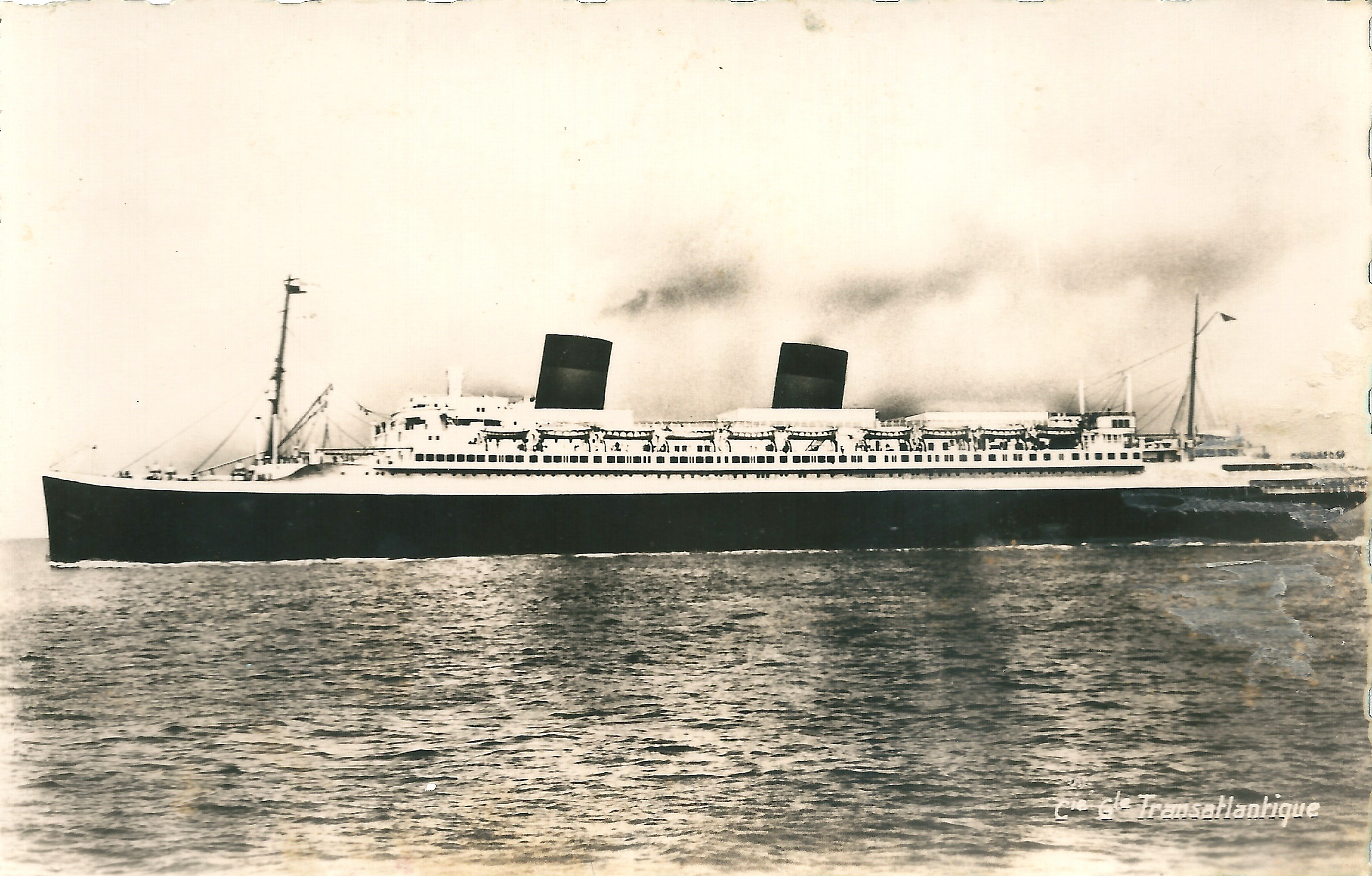
Das Schiff nach der Modernisierung

Nachdem das Schiff im Zweiten Weltkrieg als Truppentransporter eingesetzt worden war, diente es nach Kriegsende zunächst zum Rücktransport von amerikanischen und kanadischen Truppen. Im April 1947 erhielt die Compagnie Générale Transatlantique das Schiff von der Britischen Admiralität zurück und brachte es zurück in seine Bauwerft. Dort wurde während der folgenden Renovierung und Modernisierung auch das Aussehen den ästhetischen Vorstellungen der Zeit angepasst. Man entfernte den hinteren Schornstein und integrierte Teile der erhaltenen Ausstattung der Normandie, die 1942 durch ein Feuer zerstört worden war. Außerdem wurde der Rumpf umgebaut, was eine veränderte Linie und eine Vergrößerung der Vermessung auf 44.356 BRT zur Folge hatte.
Im Juli 1949 startete sie zu ihrer ersten Nachkriegsüberfahrt nach New York. Sie erwies sich als ebenso populär wie vor dem Krieg. Immer noch war sie das bevorzugte Schiff für die Reichen und Berühmten. Ab 1950 fuhr sie im gemeinsamen Atlantikdienst mit der Liberté. Dieses war die ehemalige Europa, welche einst das Blaue Band innehatte.
Die Île de France war an der Rettungsaktion für die von der Stockholm gerammte Andrea Doria im Jahre 1956 beteiligt. Von 1.706 Passagieren und Besatzungsmitgliedern der Andrea Doria wurden 750 Schiffbrüchige während einer sechsstündigen Rettungsaktion von der Île de France an Bord genommen.
Bereits 1959 hatte das Zeitalter der Düsenflugzeuge begonnen und die Epoche der klassischen Ozeanreisen erfuhr durch diese neue Konkurrenz einen schnellen Niedergang. Die Compagnie Générale Transatlantique wollte die altgediente Île de France daher in aller Stille außer Dienst stellen und verschrotten. Das Schiff wurde nach 620 Reisen zwischen Le Havre und New York für 1,2 Millionen US$ an japanische Abbrecher verkauft und verließ, unter dem Überführungsnamen Furanso Maru, Le Havre letztmals am 16. Februar 1959.
Vor seinem Abbruch diente das einstige Flaggschiff der French Line im Jahre 1959 für eine Tagescharter von 4.000 US$ in dem Katastrophenfilm „Höllenfahrt“ (Originaltitel: „The Last Voyage“) von 1960 als schwimmende Filmkulisse. Während der Dreharbeiten wurde es teilweise geflutet und sein vorderer Schornstein sowie Teile der Innenausstattung wurden gesprengt. Es kam zu einem Rechtsstreit zwischen der Filmfirma und der Reederei. Im Film heißt das Schiff S. S. Claridon, da die Reederei CMA CGM gefordert hatte, dass weder der Name ihres früheren Flaggschiffs noch irgendein Bezug zur Reederei in dem Katastrophenfilm zu sehen sein sollte. Nach Abschluss der Arbeiten wurde das Schiff wieder gelenzt und zum Abbruch nach Osaka in Japan geschleppt.

## Trivia
Das Restaurant im neunten Stockwerk des Warenhauses Eaton’s in Montreal, Kanada, wurde 1931 im Stil des Restaurants der ersten Klasse an Bord der Île de France entworfen. Als die Frau des Warenhausbesitzers Eaton kurz nach einer Atlantiküberquerung auf der Île de France gefragt wurde, wie das neue „9th Floor-Restaurant“ eingerichtet werden sollte, orderte sie es im Stil dieses Schiffes. Besucher konnten bis zur Schließung von Eaton’s im dortigen Restaurant speisen und so einen Eindruck von der feinen Lebensart an Bord dieses Schiffes gewinnen.
1938 floh der damals fünfzehnjährige Henry Kissinger mit seinem Bruder und seinen Eltern auf dem Schiff von Southampton nach New York City vor der nationalsozialistischen Herrschaft.